# Steve Smith (muzyk)
Steve Elliott Smith (ur. 21 sierpnia 1954 w Brockton) – amerykański perkusista i wokalista. Absolwent Berklee College of Music w Bostonie.
Steve Smith znany jest z występów w zespole rockowym Journey. Wraz z grupą występował w latach 1978–1985 i 1995–1998 oraz ponownie od 2015 roku. Smith brał udział w nagraniach pięciu albumów studyjnych formacji w tym Escape z 1981 roku, cieszącego się największym sukcesem komercyjnym w historii działalności Journey.
Od 1977 roku Smith tworzy także własny zespół jazzowy Vital Information, w latach 1977–1978 grał także w holenderskiej grupie rockowej Focus, nagrywając z nią płytę Focus Con Proby. Jako muzyk sesyjny współpracował z licznymi przedstawicielami muzyki popularnej, w tym m.in. takimi jak: Mariah Carey, Andrea Bocelli, Zucchero, czy Bryan Adams. Muzyk jest endorserem instrumentów firm Sonor, Zildjian i Vic Firth.

## Wybrana dyskografia
- Larry Coryell, Steve Smith, Tom Coster – Cause And Effect (1998, Tone Center)[10]
- Frank Gambale, Stuart Hamm, Steve Smith – Show Me What You Can Do... (1998, Tone Center)[11]
- Jerry Goodman, Steve Smith, Howard Levy, Oteil Burbridge – The Stranger’s Hand (1999, Tone Center)[12]
- Frank Gambale, Stuart Hamm, Steve Smith – The Light Beyond (2000, Tone Center)[13]
- Larry Coryell, Steve Marcus, Steve Smith, Kai Eckhardt – Count's Jam Band Reunion (2001, Tone Center)[14]
- Frank Gambale, Stuart Hamm, Steve Smith – GHS3 (2002, Tone Center)[15]
- Steve Smith, Dave Liebman, Aydin Esen, Anthony Jackson – Flashpoint (2005, Mascot Records)[16]

## Publikacje
- Steve Smith Pathways of Motion, 2016, Hudson Music, ISBN 978-1-4950-5977-3

## Wideografia
- Steve Smith, Steve Smith-Drumset Technique/History of the U.S. Beat (DVD, 2002, Hudson Music)
- Steve Smith, Steve Smith Drum Legacy: Standing on the Shoulders of Giants (DVD, 2008, Hudson Music)